# Jorj Morin
Jorj Morin (Cholet, 1909 - La Possonnière, 1995) is een Frans graficus en kunstschilder.

## Biografie
Jorj Morin is op 4 oktober 1909 geboren te Cholet (Frankrijk). 
Vanwege zijn ziekte gedurende zijn middelbareschooljaren volgt hij thuis in afzondering een opleiding tot grafisch vormgever waarbij hij de lessen per post ontvangt. In 1931 vestigt hij zich als graficus te Nantes (Frankrijk). Hij voert als zelfstandige commerciële opdrachten uit tot midden jarig 60.
Gelijktijdig manifesteert hij zich als kunstenaar in de groep schilders rondom galerie Michel Columb; tezamen pioniers van het culturele leven in Nantes. Naast zijn gravures en schilderen maakt hij ook tapijten en mozaïeken.
Van 1949 tot 1971 is hij voorzitter van de Nantsche afdeling van de Amis de l'Art stichting die is opgericht door Gaston Diehl. Vervolgens wordt hij actief lid van de groep 'Archipel', opgericht in 1970.
Hij heeft geëxposeerd bij verschillende tentoonstellingen in Nantes, elders in Frankrijk en wereldwijd. Zowel individueel als samen met andere kunstenaars. Een belangrijke nauwe samenwerking had hij met Louis Ferrand. Zij hebben in 1991 geëxposeerd op het kasteel van de hertogen van Bretagne.
In de jaren 1960 produceert het een dertigtal werken voornamelijk voor scholen.
In 1980 verliet hij Nantes om zich te vestigen in La Possonnière buurt van Angers. Hij vervolgde zijn werk als schilder en schrijver tot zijn dood 13 mei 1995.